# Lejonungen
Lejonungen är ett fartyg som levererades 1975 som Meribussi 2 från Esko Flinks Varv OY i Åbo i Finland till Meribussi OY i Åbo i Finland. Skrovet är av stål. Fartyget har även hetat Frida och Fjøllguten II. 

## Historik
- 1975	Fartyget levererades till Meribussi OY.
- 1882	15 december. Fartyget köptes av Les Husell och Dag Lindblom i Mariehamn på  Åland. Det döptes om till Frida och registrerades på Fritidsturer Husell & Lindblom i  Mariehamn i Finland.
- 1986	9 februari. Fartyget köptes av Umeå Båtturist AB i Umeå för 300 000 finska mark.
- 1986	4 november. Fartyget köptes av Rederi AB Göta Lejon i Norrköping för 375 000 kr.  Det döptes om till Lejonungen med Söderköping som hemmahamn. Det sattes i trafik  på traden Söderköping-Mem, Göta kanal.
- 1993	5 mars. Fartyget köptes av Fjøllguten A/S i Selfjord i Norge. Det döptes om till Fjøllguten II och sattes i trafik på Selfjordsvattnet (116 m ö.h.) i Telemark fylke.
- 1993	27 mars. Fartyget avgick från Söderköping mot Norge.
- 1993	Fartyget sattes i trafik på Selfjord i Telemark i Norge.
- 2007	8 mars. Fartyget köptes av Trio Montasje & Utleie A/S i Skien för 400 000 norska kronor.